# Marcin Rekowski
Marcin Mieczysław Rekowski (ur. 10 stycznia 1978 w Kościerzynie) – polski bokser wagi ciężkiej, trzykrotny amatorski Mistrz Polski w kategorii superciężkiej.

## Kariera amatorska
Marcin Rekowski podczas amatorskiej kariery był trzykrotnym złotym medalistą Mistrzostw Polski w kategorii superciężkiej. Na zawodowstwo przeszedł w kwietniu 2012 roku, w związku z osiągnięciem 35 lat.

## Kariera zawodowa

### Kariera bokserska
18 maja 2012 stoczył pierwszą zawodową walkę. W debiucie pokonał w drugiej rundzie przez techniczny nokaut Manuela Reussa.
12 sierpnia 2012 Rekowski w czwartym zawodowym pojedynku po raz pierwszy walczył poza granicami Polski. Na gali w Berlinie już w pierwszej rundzie przez techniczny nokaut pokonał Vaclawa Fialę.
W październiku 2012 Marcin Rekowski pomagał Mariuszowi Wachowi w przygotowaniach do walki o tytuł Mistrza Świata federacji WBA, WBO, IBF oraz IBO z Władimirem Kliczko.
18 maja 2013 pokonał przez nokaut w piątej rundzie Elijaha McCalla, syna byłego Mistrza Świata federacji WBC Olivera McCalla.
23 sierpnia 2013 Marcin Rekowski w swojej dziesiątej zawodowej walce, zwyciężył w czwartej rundzie przez techniczny nokaut, byłego pretendenta do Mistrzostwa Świata federacji WBC, Dany'ego Williamsa.
1 lutego 2014 Rekowski doznał pierwszej porażki na zawodowym ringu. Po ośmiu rundach, niejednogłośnie na punkty stosunkiem 76:75, 74:77 oraz 75:77, sędziowie orzekli zwycięstwo byłego Mistrza Świata federacji WBC Olivera McCalla. Początkowo ogłoszono wygraną Polaka, jednak po chwili zweryfikowano wynik na korzyść Amerykanina.
26 kwietnia 2014 na gali Wojak Boxing Night w Legionowie, udanie zrewanżował się Oliverowi McCallowi, wygrywając jednogłośną decyzją sędziów, na punkty, stosunkiem 96:94, 98:92 oraz 99:91.
1 czerwca 2014 na gali Wojak Boxing Night w Lublinie, wygrał przez techniczny nokaut w siódmej rundzie z Albertem Sosnowskim, zdobywając międzynarodowy pas mistrza Polski.
10 kwietnia 2015 na gali w Gliwicach pokonał przez  techniczny nokaut w piątej rundzie Nigeryjczyka Gbenga Oluokuna (19-12, 12 KO).
26 września 2015 Rekowski po raz drugi w karierze zawodowej poniósł porażkę. Tym razem jego przeciwnikiem był Nagy Aguilera. W pierwszej rundzie niespodziewanie Rex "leżał" na deskach po mocnym uderzeniu z prawej ręki. Pojedynek był bardzo zacięty, w ósmej rundzie po krótkim lewym sierpie Aguilera znalazł się na macie. Z każdą minutą widać było coraz większe zmęczenie po obu stronach. W dziesiątej odsłonie Rekowski przyjął mocne uderzenie przez co został liczony na stojąco. Po wznowieniu walki Aguilera rzucił się do ataku. W kontrowersyjnych okolicznościach sędzia przerwał walkę na 2 sekundy przed końcowym gongiem, co oznacza przegraną Rexa przez TKO. Do momentu zastopowania walki Rekowski prowadził na wszystkich kartach punktowych.
2 kwietnia 2016 na gali Polsat Boxing Night poniósł 3 porażkę w karierze, przegrywając przez techniczny nokaut w siódmej rundzie z Andrzejem Wawrzykiem.
.
22 października 2016 podczas „Underground Boxing Show VIII” w kopalni soli w Wieliczce przegrał niejednogłośnie na punkty z Krzysztofem Zimnochem.
4 maja 2018 podczas gali w Kościerzynie, zakończył karierę efektownym zwycięstwem, nokautując Węgra Andrasa Csomora (18-20-2, 14 KO) w piątej rundzie.
Po ponad sześciu latach powrócił na ring 2 listopada 2024 w austriackim Maria Enzersdorf. Rekowski w drugiej rundzie został znokautowany przez Habiba Vuqiternę.

## Walka w MMA
13 lutego 2021 stoczył swój pierwszy pojedynek w formule mieszanych sztuk walki (MMA) podczas gali MMA-VIP 1. Jego przeciwnikiem został dawny rywal Patryk Kowoll, z którym przegrał już po niespełna minucie przez techniczny nokaut.

## Lista walk bokserskich na zawodowym ringu
| Wynik      | Rekord | Przeciwnik (bilans przed walką) | Rozstrzygnięcie | Runda, czas   | Data       | Miejsce                  | Uwagi                                                         |
| ---------- | ------ | ------------------------------- | --------------- | ------------- | ---------- | ------------------------ | ------------------------------------------------------------- |
| Porażka    | 19-6   | Habib Vuqiterna (10-1)          | TKO             | 2 (6), 1:49   | 02.11.2024 | Maria Enzersdorf         |                                                               |
| Zwycięstwo | 19-5   | Andras Csomor (18-19-2)         | KO              | 5 (8), 2:28   | 04.05.2018 | Kościerzyna              |                                                               |
| Zwycięstwo | 18-5   | Patryk Kowoll (5-19)            | TKO             | 4 (6), 2:23   | 18.11.2017 | Tczew                    |                                                               |
| Porażka    | 17-5   | Carlos Takam (33-3-1)           | KO              | 4 (12), 0:42  | 29.01.2017 | Makau                    | Walka o pas mistrza IBF Inter-Continental w wadze ciężkiej.   |
| Porażka    | 17-4   | Krzysztof Zimnoch (19-1-1)      | SD              | 8 (8)         | 22.10.2016 | Kopalnia soli, Wieliczka |                                                               |
| Porażka    | 17-3   | Andrzej Wawrzyk (31-1)          | TKO             | 7 (10), 0:42  | 02.04.2016 | Kraków Arena, Kraków     |                                                               |
| Zwycięstwo | 17-2   | Bartosz Szwarczyński (5-25)     | TKO             | 1 (8), 1:38   | 06.12.2015 | Warszawa                 |                                                               |
| Porażka    | 16-2   | Nagy Aguilera (19-9)            | TKO             | 10 (10), 2:58 | 26.09.2015 | Łódź                     |                                                               |
| Zwycięstwo | 16–1   | Gbenga Oloukun (19-11)          | TKO             | 5 (8), 1:25   | 10.04.2015 | Gliwice                  |                                                               |
| Zwycięstwo | 15–1   | Albert Sosnowski (48-6-2)       | TKO             | 7 (10), 0:48  | 31.05.2014 | Lublin                   | Zdobył pas mistrza Rzeczpospolitej Polskiej w wadze ciężkiej. |
| Zwycięstwo | 14–1   | Oliver McCall (57-13)           | UD              | 10            | 26.04.2014 | Legionowo                |                                                               |
| Zwycięstwo | 13–1   | Mateusz Malujda (4-2-1)         | KO              | 3 (6), 2:08   | 15.03.2014 | Arłamów                  |                                                               |
| Porażka    | 12–1   | Oliver McCall (56-13)           | SD              | 8             | 01.02.2014 | Opole                    |                                                               |
| Zwycięstwo | 12–0   | Serdar Uysal (14-18-2)          | SD              | 8             | 23.08.2013 | Hamburg                  |                                                               |
| Zwycięstwo | 11–0   | Marcin Czech (0-0)              | TKO             | 1 (4), 0:52   | 05.10.2013 | Malbork                  |                                                               |
| Zwycięstwo | 10–0   | Danny Williams (44-17)          | TKO             | 4 (8), 1:47   | 23.08.2013 | Gałacz                   |                                                               |
| Zwycięstwo | 9–0    | Elijah McCall (11-2-1)          | TKO             | 5 (6), 1:36   | 18.05.2013 | Legionowo                |                                                               |
| Zwycięstwo | 8–0    | Bartosz Szwaryczyński (0-1)     | TKO             | 1 (4), 1:32   | 16.03.2013 | Tczew                    |                                                               |
| Zwycięstwo | 7–0    | Patryk Kowoll (1-6)             | RTD             | 5 (8), 0:01   | 18.01.2013 | Pruszków                 |                                                               |
| Zwycięstwo | 6–0    | Ferenc Zsalek (10-27-3)         | UD              | 8             | 17.11.2012 | Köpenick                 |                                                               |
| Zwycięstwo | 5–0    | Aleksandrs Dunecs (7-9-5)       | TKO             | 2 (8), 2:44   | 18.08.2012 | Międzyzdroje             |                                                               |
| Zwycięstwo | 4–0    | Vaclav Fiala (0-13)             | TKO             | 1 (4), 0:30   | 12.08.2012 | Berlin                   |                                                               |
| Zwycięstwo | 3–0    | Henadzi Daniliuk (13-6)         | KO              | 2 (4), 2:29   | 30.06.2012 | Łódź                     |                                                               |
| Zwycięstwo | 2–0    | David Liska (0-0)               | TKO             | 1 (4), 1:06   | 02.06.2012 | Bydgoszcz                |                                                               |
| Zwycięstwo | 1–0    | Manuel Reuss (0-1)              | TKO             | 2 (4), 2:51   | 18.05.2012 | Poznań                   | Debiut w zawodowym boksie                                     |

## Lista walk w MMA
| Wynik   | Bilans | Przeciwnik (bilans przed walką) | Rozstrzygnięcie                  | Runda | Czas | Rozgrywki                     | Data       | Miejsce  | Uwagi        |
| ------- | ------ | ------------------------------- | -------------------------------- | ----- | ---- | ----------------------------- | ---------- | -------- | ------------ |
| Porażka | 0-1    | Patryk Kowoll (1-2)             | TKO (ciosy pięściami w parterze) | 1     | 0:55 | MMA-VIP 1: Najman vs. Złotówa | 13.02.2021 | Nieporaz | Debiut w MMA |